# Tuc de la Cigalera
El Tuc de la Cigalera és una muntanya de 2.497 metres que es troba a la vall de la Bonaigua, al municipi d'Alt Àneu, a la comarca del Pallars Sobirà.